# Kvalifikation til VM i fodbold 2014 - UEFA Gruppe F
Gruppe F's kvalifikation til VM i fodbold 2014 var en af grupperne i forbindelse med den europæiske kvalifikation til VM i fodbold 2014. Kampene spilles imellem den 7. september 2012 til den 15. oktober 2013.

## Stilling
| Hold         | K  | V | U | T | M+ | M- | MF  | Pts |
| ------------ | -- | - | - | - | -- | -- | --- | --- |
| Rusland      | 10 | 7 | 1 | 2 | 20 | 5  | +15 | 22  |
| Portugal     | 10 | 6 | 3 | 1 | 20 | 9  | +11 | 21  |
| Israel       | 10 | 3 | 5 | 2 | 19 | 14 | +5  | 14  |
| Aserbajdsjan | 10 | 1 | 6 | 3 | 7  | 11 | −4  | 9   |
| Nordirland   | 10 | 1 | 4 | 5 | 9  | 17 | −8  | 7   |
| Luxembourg   | 10 | 1 | 3 | 6 | 7  | 26 | −19 | 6   |

|              | Aserbajdsjan | Israel | Luxembourg | Nordirland | Portugal | Rusland |
| ------------ | ------------ | ------ | ---------- | ---------- | -------- | ------- |
| Aserbajdsjan | —            | 1–1    | 1–1        | 2–0        | 0–2      | 1–1     |
| Israel       | 1–1          | —      | 3–0        | 1–1        | 3–3      | 0–4     |
| Luxembourg   | 0–0          | 0–6    | —          | 3–2        | 1–2      | 0–4     |
| Nordirland   | 1–1          | 0–2    | 1–1        | —          | 2–4      | 1–0     |
| Portugal     | 3–0          | 1–1    | 3–0        | 1–1        | —        | 1–0     |
| Rusland      | 1–0          | 3–1    | 4–1        | 2–0        | 1–0      | —       |

## Kampe
| 7. september 2012 19:00 UTC+4 |

| Rusland                            | 2 – 0   | Nordirland |
| ---------------------------------- | ------- | ---------- |
| Fayzulin 30' · Shirokov 78' (str.) | rapport |            |

| Lokomotiv stadion, Moskva Tilskuere: 12.000 Dommer: Antonio Mateu Lahoz (Spain) |

| 7. september 2012 21:00 UTC+5 |

| Aserbajdsjan | 1 – 1   | Israel        |
| ------------ | ------- | ------------- |
| Abishov 65'  | rapport | =Natkho 50' · |

| Tofiq Bahramov Republican stadion, Baku Tilskuere: 15.000 Dommer: Matej Jug (Slovenien) |

| 7. september 2012 20:45 UTC+2 |

| Luxembourg  | 1 – 2   | Portugal                    |
| ----------- | ------- | --------------------------- |
| da Mota 13' | rapport | Ronaldo 28' · Postiga 54' · |

| Stade Josy Barthel, Luxembourg Tilskuere: 8.054 Dommer: Kristo Tohver (Estland) |

| 11. september 2012 20:00 UTC+3 |

| Israel | 0 – 4   | Rusland                                          |
| ------ | ------- | ------------------------------------------------ |
|        | rapport | Kerzhakov 7', 64' · Kokorin 18' · Fayzulin 77' · |

| Ramat Gan stadion, Ramat Gan Tilskuere: 28.131 Dommer: Mark Clattenburg |

| 11. september 2012 19:45 UTC+1 |

| Nordirland | 1 – 1   | Luxembourg    |
| ---------- | ------- | ------------- |
| Shiels 14' | rapport | da Mota 87' · |

| Windsor Park, Belfast Tilskuere: 10.674 Dommer: Vlado Glodjović |

| 11. september 2012 20:15 UTC+1 |

| Portugal                             | 3 – 0   | Aserbajdsjan |
| ------------------------------------ | ------- | ------------ |
| Varela 64' · Postiga 85' · Alves 88' | rapport |              |

| Estádio Municipal, Braga Dommer: Szymon Marciniak |

| 12. oktober 2012 19:00 UTC+4 |

| Rusland      | 1–0    | Portugal |
| ------------ | ------ | -------- |
| Kerzhakov 6' | Report |          |

| Luzhniki Stadium, Moscow Tilskuere: 54.212 Dommer: Viktor Kassai (Ungarn) |

| 12. oktober 2012 21:00 UTC+2 |

| Luxembourg | 0–6    | Israel                                                           |
| ---------- | ------ | ---------------------------------------------------------------- |
|            | Report | Radi 4' · Ben Basat 12' · Hemed 27', 74', 90+1' · Melikson 61' · |

| Stade Josy Barthel, Luxembourg Tilskuere: 2.631 Dommer: Leontios Trattou (Cypern) |

| 16. oktober 2012 19:00 UTC+4 |

| Rusland             | 1–0    | Aserbajdsjan |
| ------------------- | ------ | ------------ |
| Shirokov 84' (str.) | Report |              |

| Luzhniki Stadium, Moskva Tilskuere: 15.033 Dommer: Aleksandar Stavrev (Makedonien) |

| 16. oktober 2012 18:00 UTC+2 |

| Israel                         | 3–0    | Luxembourg |
| ------------------------------ | ------ | ---------- |
| Hemed 13', 48' · Ben Basat 35' | Report |            |

| Ramat Gan Stadium, Ramat Gan Tilskuere: 20.400 Dommer: Harald Lechner (Østrig) |

| 16. oktober 2012 20:45 UTC+1 |

| Portugal    | 1–1    | Nordirland   |
| ----------- | ------ | ------------ |
| Postiga 79' | Report | McGinn 30' · |

| Estádio do Dragão, Porto Tilskuere: 48.711 Dommer: Thorsten Kinhöfer (Tyskland) |

| 14. november 2012 19:45 UTC±0 |

| Nordirland  | 1–1    | Aserbajdsjan |
| ----------- | ------ | ------------ |
| Healy 90+6' | Report | Aliyev 5' ·  |

| Windsor Park, Belfast Tilskuere: 12.372 Dommer: Viktor Shvetsov (Ukraine) |

| 22. marts 2013 14:45 UTC+2 |

| Israel                                  | 3–3    | Portugal                                  |
| --------------------------------------- | ------ | ----------------------------------------- |
| Hemed 24' · Ben Basat 40' · Gershon 70' | Report | Alves 2' · Postiga 72' · Coentrão 90+3' · |

| Ramat Gan Stadium, Ramat Gan Tilskuere: 38.600 Dommer: Stéphane Lannoy (Frankrig) |

| 22. marts 2013 20:15 UTC+1 |

| Luxembourg | 0–0    | Aserbajdsjan |
| ---------- | ------ | ------------ |
|            | Report |              |

| Stade Josy Barthel, Luxembourg Tilskuere: 1.324 Dommer: Padraigh Sutton (Irland) |

| 26. marts 2013 21:00 UTC+4 |

| Aserbajdsjan | 0–2    | Portugal                     |
| ------------ | ------ | ---------------------------- |
|              | Report | Alves 63' · H. Almeida 79' · |

| Tofiq Bahramov Republican Stadium, Baku Tilskuere: 24.558 Dommer: Andre Marriner (England) |

| 26. marts 2013 19:45 UTC±0 |

| Nordirland | 0–2    | Israel                         |
| ---------- | ------ | ------------------------------ |
|            | Report | Refaelov 77' · Ben Basat 84' · |

| Windsor Park, Belfast Tilskuere: 11.200 Dommer: Hannes Kaasik (Estland) |

| 7. juni 2013 21:00 UTC+5 |

| Aserbajdsjan | 1–1    | Luxembourg  |
| ------------ | ------ | ----------- |
| Abishov 71'  | Report | Bensi 80' · |

| Eighth Kilometer District Stadium, Baku Tilskuere: 9.258 Dommer: Mihaly Fabian (Ungarn) |

| 7. juni 2013 20:45 UTC+1 |

| Portugal   | 1–0    | Rusland |
| ---------- | ------ | ------- |
| Postiga 9' | Report |         |

| Estádio da Luz, Lissabon Tilskuere: 54.697 Dommer: Damir Skomina (Slovenien) |

| 14. august 2013 19:45 UTC+1 |

| Nordirland   | 1–0    | Rusland |
| ------------ | ------ | ------- |
| Paterson 43' | Report |         |

| Windsor Park, Belfast Tilskuere: 11.178 Dommer: Tom Harald Hagen (Norge) |

| 6. september 2013 19:30 UTC+4 |

| Rusland                                         | 4–1    | Luxembourg    |
| ----------------------------------------------- | ------ | ------------- |
| Kokorin 1', 36' · Kerzhakov 59' · Samedov 90+3' | Report | Joachim 90' · |

| Central Stadium, Kazan Tilskuere: 18.525 Dommer: Bobby Madden (Skotland) |

| 6. september 2013 19:45 UTC+1 |

| Nordirland             | 2–4    | Portugal                            |
| ---------------------- | ------ | ----------------------------------- |
| McAuley 36' · Ward 52' | Report | Alves 21' · Ronaldo 68', 77', 83' · |

| Windsor Park, Belfast Tilskuere: 13,629 Dommer: Danny Makkelie (Holland) |

| 7. september 2013 20:45 UTC+3 |

| Israel       | 1–1    | Aserbajdsjan      |
| ------------ | ------ | ----------------- |
| Shechter 73' | Report | Amirguliyev 61' · |

| Ramat Gan Stadium, Ramat Gan Tilskuere: 21.250 Dommer: Stefan Johannesson (Sverige) |

| 10. september 2013 19:00 UTC+4 |

| Rusland                                         | 3–1    | Israel         |
| ----------------------------------------------- | ------ | -------------- |
| V. Berezutski 49' · Kokorin 52' · Glushakov 74' | Report | Zahavi 90+3' · |

| Petrovsky Stadium, Saint Petersburg Tilskuere: 21.107 Dommer: Manuel Gräfe (Tyskland) |

| 10. september 2013 20:15 UTC+2 |

| Luxembourg                              | 3–2    | Nordirland                   |
| --------------------------------------- | ------ | ---------------------------- |
| Joachim 45+1' · Bensi 78' · Jänisch 87' | Report | Paterson 14' · McAuley 82' · |

| Stade Josy Barthel, Luxembourg Tilskuere: 4.114 Dommer: Robert Malek (Polen) |

| 11. oktober 2013 21:00 UTC+5 |

| Aserbajdsjan                  | 2–0    | Nordirland |
| ----------------------------- | ------ | ---------- |
| Dadashov 58' · Shukurov 90+4' | Report |            |

| Eighth Kilometer District Stadium, Baku Tilskuere: 10.100 Dommer: Andrea De Marco (Italien) |

| 11. oktober 2013 20:30 UTC+2 |

| Luxembourg | 0–4    | Rusland                                                       |
| ---------- | ------ | ------------------------------------------------------------- |
|            | Report | Samedov 9' · Fayzulin 39' · Glushakov 45+2' · Kerzhakov 73' · |

| Stade Josy Barthel, Luxembourg Tilskuere: 5.354 Dommer: Stephan Studer (Schweiz) |

| 11. oktober 2013 20:45 UTC+1 |

| Portugal  | 1–1    | Israel          |
| --------- | ------ | --------------- |
| Costa 28' | Report | Ben Basat 85' · |

| Estádio José Alvalade, Lissabon Tilskuere: 48.317 Dommer: Tom Harald Hagen (Norge) |

| 15. oktober 2013 22:00 UTC+5 |

| Aserbajdsjan | 1–1    | Rusland        |
| ------------ | ------ | -------------- |
| Javadov 90'  | Report | Shirokov 16' · |

| Eighth Kilometer District Stadium, Baku Tilskuere: 11.000 Dommer: Milorad Mažić (Serbien) |

| 15. oktober 2013 20:00 UTC+3 |

| Israel        | 1–1    | Nordirland  |
| ------------- | ------ | ----------- |
| Ben Basat 43' | Report | Davis 72' · |

| Ramat Gan Stadium, Ramat Gan Tilskuere: 12.785 Dommer: Laurent Duhamel (Frankrig) |

| 15. oktober 2013 18:00 UTC+1 |

| Portugal                            | 3–0    | Luxembourg |
| ----------------------------------- | ------ | ---------- |
| Varela 30' · Nani 36' · Postiga 78' | Report |            |

| Estádio Cidade de Coimbra, Coimbra Tilskuere: 18.955 Dommer: Bülent Yıldırım (Tyrkiet) |

Noter
1. ↑  Nordirland v Rusland skulle oprindelig være spillet 22. marts 2013, men blev udsat til næste dag pga. kraftigt snefald,[6] og blev udsat igen efter en inspektion af banen om morgenen d. 23. marts 2013.[7] Kampen blev udskudt til 14. august 2013.[8]
2. ↑  Rusland v Luxembourg skulle oprindelig være startet kl 18:30 lokal tid, men blev forsinket i en time pga. regn.[9]